# Guillermo Guerrero
Guillermo Enrique Guerrero Alcivar (Catarama, 15 aprile 1985) è un arbitro di calcio ecuadoriano.

## Carriera
Debutta in Primera Categoría Serie A nel 2015 e diventa internazionale nel 2017.
Nel 2021 viene designato a dirigere alcuni incontri della Copa América 2021.